# Datu Paglas
Datu Paglas est une localité de la province de Maguindanao, aux Philippines. En 2015, elle compte 28 387 habitants.